# タオルの日

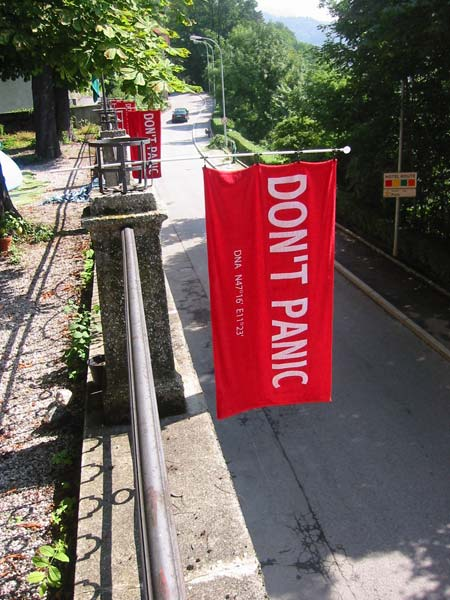
タオルの日の様子。アダムズが『銀河ヒッチハイク・ガイド』を思いついたとされるオーストリアのインスブルックにて（2005年）

タオルの日とは、イギリスのSF作家、ダグラス・アダムズに関する記念日である。毎年5月25日。
タオルの日には、アダムズのファンは彼の代表作『銀河ヒッチハイク・ガイド』の登場人物を模してタオルを持ち歩き、アダムズとその作品への感謝を表明する。この運動は、2001年5月11日にアダムズが逝去した際、2週間に渡り行われたことに端を発する。

## 起源
『銀河ヒッチハイク・ガイド』の第3章には、「星間ヒッチハイカーにとってタオルとは、持ち歩いてこれほどとてつもなく役に立つものはほかにないというほどお役立ちなもの」という記述がある。
タオルの日の創設を提案している最初の発言は、当時存在していた電子掲示板『System Toolbox』への、『Clyde』というユーザーによる投稿である。
クリス・キャンベルとその友人は、タオルの日を広く知らしめ、人々にタオルの携帯を喚起するためのウェブサイト、towelday.orgを創設している。タオルの日は多くのファンの知るところとなった。ファンは、自分がタオルを持った写真をtowelday.orgに送った。towelday.orgは、ファンによるこうした写真をまとめ、特集した。

## 影響
タオルの日は、ノルウェー放送協会や、ロサンゼルスのナショナル・パブリック・ラジオ

など、世界中の複数のマスメディアで取り上げられた。2013年、ノルウェーの公共交通会社Kolumbusがタオルの日にちなんだ限定タオルの販売を行った。この限定タオルにはRFIDが埋め込まれており、Kolumbusが運営するバスとボートが乗り放題となる仕組みであった。